# Karl Gustav Mitscherlich

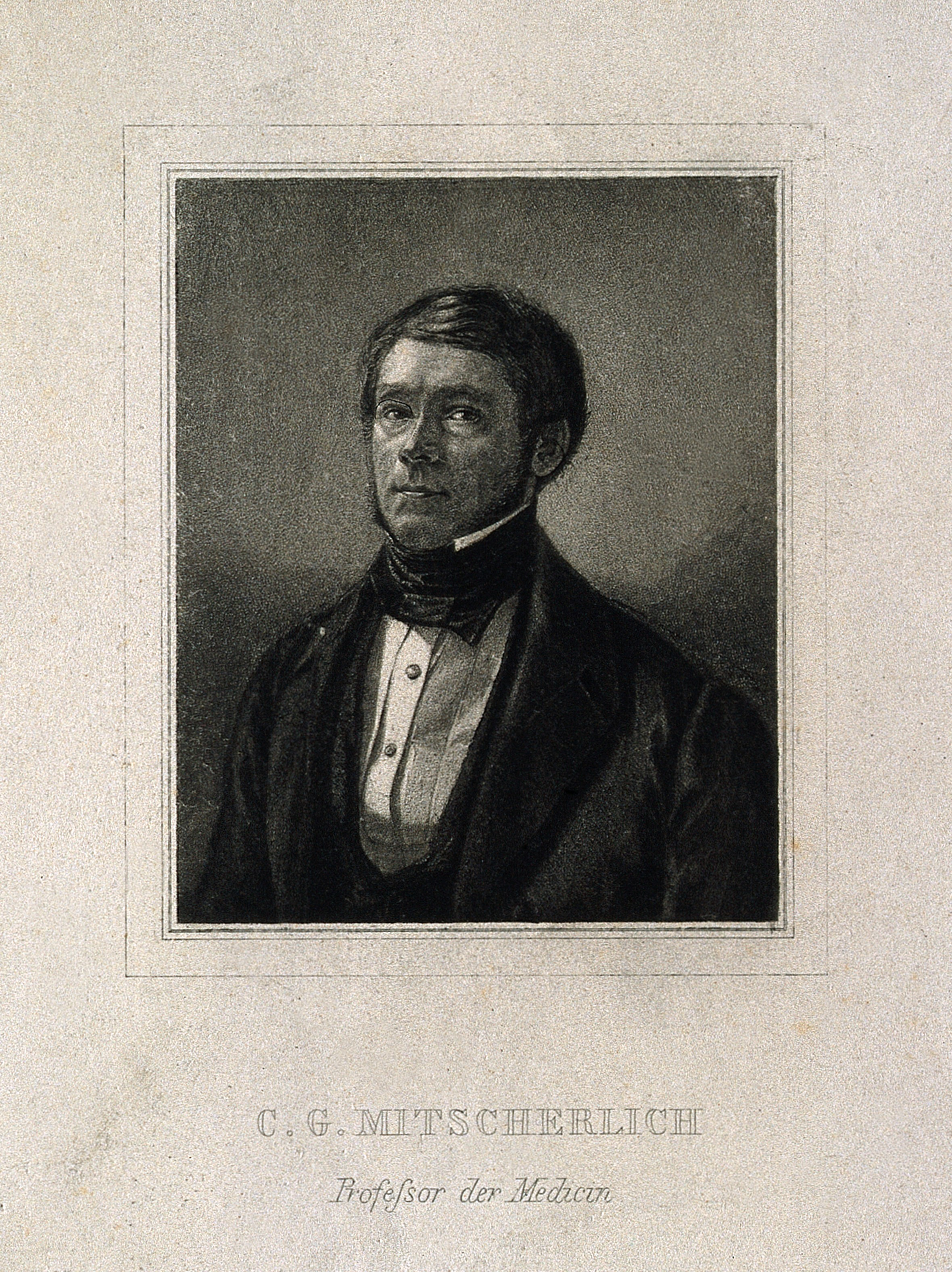
Karl Gustav Mitscherlich

Karl Gustav Mitscherlich (* 9. November 1805 in Neuende; † 19. März 1871 in Berlin) war ein deutscher Pharmakologe und Hochschullehrer.

## Leben

### Herkunft
Die Familie Mitscherlich war seit Ende des 16. Jahrhunderts als Bauern und Gärtner in der Gegend von Schandau, Chemnitz und Pirna in der Sächsischen Schweiz ansässig. Mitte des 18. Jahrhunderts wanderte Johann Christoph Mitscherlich dann nach Jever aus. Dessen Sohn, der protestantische Pfarrer Karl Gustav Mitscherlich (1762–1826), heiratete 1788 Maria Elisabeth Eden (1766–1812), die Tochter des jeverschen Kunsthändlers und Stadtkämmerers Eilhard Eden. Das Ehepaar hatte drei Kinder. Karl Gustav Mitscherlich war das jüngste, sein älterer Bruder war der spätere der Chemiker Eilhard Mitscherlich.

### Wirken
Karl Gustav Mitscherlich wurde 1805 im zweiten Pfarrhaus am sogenannten Totenweg in dem damals zur Herrschaft Jever gehörenden Kirchspiel Neuende geboren und besuchte die einklassige Kirchspielschule in Neuende, der Gemeinde seines Vaters von 1790 bis 1826. Im Anschluss ging er von auf die Lateinschule Provinzialschule im 20 Kilometer entfernten Jever, an der er 1824 das Abitur bestand.
Offenbar schrieb sich Mitscherlich dann zunächst an der Georg-August-Universität Göttingen für Medizin ein. Der Altphilologe Christoph Wilhelm Mitscherlich aus dem sächsischen Familienzweig war in jenen Jahren Rektor der Universität Göttingen. Aus dem Großherzogtum Oldenburg kommend, gründete er dort 1825 das Corps Oldenburgia. Noch 1825 wechselte er dann anscheinend an die Friedrich-Wilhelms-Universität Berlin. Dort wurde er unter der Leitung seines Bruders Eilhard in die sich damals sprunghaft entwickelnde Chemie eingeführt. Er verfasste bereits in jener Zeit als Student erste Publikationen über Antimon- und Quecksilberverbindungen. Seine Ergebnisse wurden 1827 in Johann Christian Poggendorffs Annalen der Physik und Chemie veröffentlicht. Durch diese Erfolge bestärkt, verlagerte Mitscherlich danach seinen Studienschwerpunkt auf das benachbarte Gebiet der Pharmazie und promovierte 1829 mit einer Untersuchung über Quecksilberverbindungen und ihre Verwendung als Arzneimittel.
1830 ließ er sich zunächst als Arzt in Berlin nieder. Er habilitierte sich 1834 an der Charité und wurde Privatdozent. Seit 1842 Extraordinarius, wurde er zwei Jahre später ordentlicher Professor und 1844 auf den Berliner Lehrstuhl für Pharmakologie berufen.
Durch seine Tätigkeit in der Pharmazie leistete Mitscherlich einen Beitrag zur Umgestaltung der deutschen Apothekerausbildung vom bisherigen Empiriker mit individueller Heilmittelherstellung auf pflanzlich-tierischer Basis hin zum pharmazeutischen Analytiker, der sich durch eine gründliche wissenschaftliche Ausbildung genaue Kenntnisse über die chemischen Kombinationsmöglichkeiten der verschiedenen Arzneistoffe und ihrer therapeutischen Wirkungen aneignen musste. Damit und durch eine Reihe von eigenen Experimentalarbeiten unterstützte er die Entwicklung der Pharmakologie. Weiterhin vertrat Mitscherlich als einer der Ersten die Ansicht, die Wirkung von Medikamenten müsse vor ihrer Anwendung beim Menschen im tierischen Körper untersucht werden.

## Werke (Auswahl)
- Lehrbuch der Arzneimittellehre, 2 Bde. 1837–46. 2. Auflage: 1847–1861.
- Über die Einwirkung des Kupfers und der Verbindungen desselben auf den tierischen Organismus. Berlin. 1841.
- Über die Einwirkung des Ammoniaks und der Salze desselben auf den tierischen Organismus. Berlin. 1841.